# Sergei Sergejewitsch Tarassow (Snowboarder)
Sergei Sergejewitsch Tarassow (russisch Сергей Сергеевич Тарасов, wiss. Transliteration Sergej Sergeevič Tarasov; * 5. September 1988 in Sankt Petersburg) ist ein ehemaliger russischer Snowboarder. Er startete in den Freestyledisziplinen.

## Werdegang
Tarassow nahm von 2003 bis 2016 an Wettbewerben der World Snowboard Tour und der FIS teil. Dabei startete er im Dezember 2003 in Sankt Petersburg erstmals im Europacup, wobei er den dritten Platz im Big Air errang. Sein Debüt im Snowboard-Weltcup gab er im Januar 2005 in Moskau, welches er auf dem 30. Platz im Big Air beendete. In der Saison 2005/06 wurde er russischer Meister im Big Air und siegte beim Europacup in Sankt Petersburg im Big Air. In der folgenden Saison kam er bei den Snowboard-Weltmeisterschaften 2007 in Arosa auf den 23. Platz im Big Air und triumphierte bei den russischen Meisterschaften in der Halfpipe. Zudem gewann er erneut in Sankt Petersburg den Big-Air-Wettbewerb im Europacup. In der Saison 2008/09 belegte er bei den Snowboard-Weltmeisterschaften 2009 in Gangwon den 28. Platz in der Halfpipe sowie den 17. Rang im Big Air und siegte beim Europacup in Twer im Big Air. Im März 2010 erreichte er mit Platz acht in der Halfpipe in Chiesa in Valmalenco seine erste Top-Zehn-Platzierung und zugleich seine beste Platzierung im Weltcup. Nach Rang drei beim Europacup in Saas-Fee zu Beginn der Saison 2010/11, holte er fünf Siege und gewann damit die Halfpipe-Wertung im Europacup. Bei den Snowboard-Weltmeisterschaften 2011 in La Molina belegte er den 51. Platz und bei der Winter-Universiade 2011 in Erzurum den 23. Rang in der Halfpipe. In der folgenden Saison wiederholte er mit Platz acht in der Halfpipe in Ruka sein bestes Weltcupergebnis und mit dem 19. Rang im Halfpipe-Weltcup sein bestes Gesamtergebnis. Zudem wurde er im März 2012 erneut russischer Meister in der Halfpipe. In der Saison 2012/13 siegte er in der Halfpipe in Ischewsk letztmals im Europacup und errang bei den Snowboard-Weltmeisterschaften 2013 im Stoneham den 47. Platz in der Halfpipe. Bei seiner einzigen Olympiateilnahme im Februar 2014 in Sotschi kam er auf den 36. Platz in der Halfpipe. Bei den Snowboard-Weltmeisterschaften 2015 am Kreischberg belegte er den 29. Platz in der Halfpipe. Seinen 35. und damit letzten Weltcup absolvierte er im Februar 2016 in Park City, welchen er auf dem 26. Platz in der Halfpipe beendete.

## Teilnahmen an Weltmeisterschaften und Olympischen Winterspielen

### Olympische Winterspiele
- 2014 Sotschi: 36. Platz Halfpipe

### Snowboard-Weltmeisterschaften
- 2007 Arosa: 23. Platz Big Air
- 2009 Gangwon: 17. Platz Big Air, 28. Platz Halfpipe
- 2011 La Molina: 51. Platz Halfpipe
- 2013 Stoneham: 47. Platz Halfpipe
- 2015 Kreischberg: 29. Platz Halfpipe

## Weltcup-Gesamtplatzierungen
| Saison  | Gesamt/Freestyle | Gesamt/Freestyle | Halfpipe | Halfpipe | Big Air | Big Air |
| Saison  | Punkte           | Platz            | Punkte   | Platz    | Punkte  | Platz   |
| ------- | ---------------- | ---------------- | -------- | -------- | ------- | ------- |
| 2004/05 | -                | -                | -        | -        | 32      | 73.     |
| 2005/06 | 70               | 247.             | -        | -        | 70      | 54.     |
| 2006/07 | 166              | 178.             | -        | -        | 166     | 41.     |
| 2007/08 | 176              | 204.             | 150      | 62.      | 26      | 87.     |
| 2008/09 | 282              | 176.             | 172      | 70.      | 110     | 71.     |
| 2009/10 | 843              | 89.              | 643      | 34.      | 200     | 43.     |
| 2010/11 | 370              | 76.              | 370      | 38.      | -       | -       |
| 2011/12 | 570              | 40.              | 570      | 19.      | -       | -       |
| 2012/13 | 436              | 53.              | 436      | 31.      | -       | -       |
| 2013/14 | 129              | 106.             | 129      | 53.      | -       | -       |
| 2014/15 | 45               | 102.             | 45       | 39.      | -       | -       |
| 2015/16 | 50               | 138.             | 50       | 59.      | -       | -       |